# World of Sleepers
A World of Sleepers a svéd Carbon Based Lifeforms ambient duó második (a Notch-ként kiadott The Path albumot is számítva harmadik) nagylemeze. 2006-ban jelent meg az Ultimae Recordsnál, 2015-ben egy újrakevert változatot is kiadtak.

## Keletkezése
Előző lemezük, a Hydroponic Garden elkészítése után a zenészek eredetileg nem terveztek további Carbon Based Lifeforms-albumokat, de a pozitív visszajelzés és a rajongók levelei meggyőzték őket, hogy folytassák a munkát, így 2006-ban megjelent a World of Sleepers. Az album az előző folytatásának tekinthető, ezt a zeneszámok számozása (12-től 22-ig) is kihangsúlyozza.
A lemezt 2006 nyarán jelentették be, és hamarosan szemelvények is megjelentek az együttes weboldalán. Kezdetben borzongató, horrorisztikus képanyagot terveztek az albumhoz, többek között a Silent Hill által ihletve, de a kiadó túl sötétnek találta az elgondolást, így végül egy semlegesebb, medúzákat ábrázoló borítót készítettek. Az eredeti terv több „sötét” zeneszámát is átírták, vagy pedig elvetették és újakat készítettek helyettük.
2015-ben a duó újrakeverte korai albumait (így a World of Sleeperst is), hogy egységesebbé tegyék a CBL-albumok hangzását. Az új változatot a finn Blood Records adta ki.

## Leírása
Több vélemény szerint a World of Sleepers az előző albumnak „továbbfejlődött” változata. Az anyag egységesebb, a hang frissebb, a technika előrehaladottabb; több számban használnak éneket vagy beszédet tartalmazó hangmintákat.
Egyes kritikusok „mélytengeri hangulatúként” írják le az albumot, de voltaképpen mind a címek, mind a szövegek többsége a földönkívüli világot idézi. A nyitó Abiogenesisben – mely alapjául egy dzsessz szám szolgált, melynek dallamait a zenészek több szűrőn vitték keresztül – Karin My Andersson a Drake-egyenletet olvassa fel, mely megbecsüli egy adott csillagközi térrészben levő, egymással kommunikálni képes civilizációk számát. A Set Theory sample-je a 2002-es Solaris című filmből való, a feszült Proton / Electron 303-as acid-house morgásai között pedig az 1952-es Radar Men from the Moon film hangmintái lelhetőek fel. Más számok (World of Sleepers, Erratic Patterns) az emberi elme mélységeiről szólnak.
Az együttes egyik legkimagaslóbb és legsikerültebb számának a Photosynthesist tartják. A hangminta (What about the forests?) az 1972-es Silent Running poszt-apokaliptikus, environmentalista filmből származik, melyben űrhajósok a Föld növényvilágát próbálják megmenteni. A „What about the forests?” amolyan szállóigévé vált a CBL-rajongók körében, és termékeken (például trikókon) is megjelent. 2016-ban egy remix albumot is kiadtak (Photosynthesis Remixes), melyre a szám több remix változata és egy élő verzió is felkerült.
A többi CBL-albumhoz hasonlóan a World Of Sleeperst is egy deep ambient stílusú, ritmus nélküli szám zárja le (Betula Pendula). Ezután következik a Mechanism című rejtett szám, melyet csak a 2006-os Ultimae-kiadású CD tartalmaz; a 2015-ös újrakevert Blood Records változaton nincs rajta (azonban később felkerült a 2016-os ALT:01 remix lemezre).

### Számlista
1. Abiogenesis
2. Vortex
3. Photosynthesis
4. Set Theory
5. Gryning
6. Transmission / Intermission
7. World Of Sleepers
8. Proton / Electron
9. Erratic Patterns
10. Flytta Dig
11. Betula Pendula

Mechanism (rejtett szám)